# Simpang Jelutih
Simpang Jelutih is een bestuurslaag in het regentschap Batang Hari van de provincie Jambi, Indonesië. Simpang Jelutih telt 880 inwoners (volkstelling 2010).